# 나카후뉴역
나카후뉴역(일본어: 中舟生駅)은 일본 이바라키현 히타치오미야시에 위치한 동일본 여객철도 스이군선의 철도역이다. 단선 승강장 1면 1선의 구조를 갖춘 지상역이다.

## 역 주변
- 국도 제118호선
- 구지 강

## 역사
- 1956년 11월 19일 : 일본국유철도의 역으로서 개업. 여객 취급만.
- 1987년 4월 1일 : 일본국유철도 분할 민영화에 의해, 동일본 여객철도가 승계.

## 인접 역
| 스이군선               | 스이군선   | 스이군선                 |
| ---------------------- | ---------- | ------------------------ |
| 야마가타주쿠 미토 방면 | ■ 스이군선 | 시모오가와 고리야마 방면 |